# Ottavio Scotti (scenografo)
Ottavio Scotti (Umago, 23 febbraio 1904 – Roma, 23 maggio 1975) è stato uno scenografo italiano.

## Biografia
Ha curato la scenografia del film Senso di Luchino Visconti e del film Teresa Venerdì di Vittorio De Sica. Ha firmato la scenografia del film Dagli Appennini alle Ande. Ha lavorato in numerosi film di Mario Mattoli, Raffaello Matarazzo, Camillo Mastrocinque, Guido Brignone e Carlo Ludovico Bragaglia.

## Filmografia

### Produttore
- Totò e Cleopatra, regia di Fernando Cerchio (1963)

### Scenografo
- Ettore Fieramosca, regia di Alessandro Blasetti (1938) – scenografo
- Mille lire al mese, regia di Max Neufeld (1939) – scenografo e arredatore
- Io, suo padre, regia di Mario Bonnard (1939) – scenografo
- La mia canzone al vento, regia di Guido Brignone (1939) – scenografo e arredatore
- Uragano ai tropici, regia di Pier Luigi Faraldo e Gino Talamo (1939) – scenografo
- Taverna rossa, regia di Max Neufeld (1940) – scenografo
- Fanfulla da Lodi, regia di Giulio Antamoro e Carlo Duse (1940) – scenografo
- Cantate con me!, regia di Guido Brignone (1940) – scenografo
- Piccolo alpino, regia di Oreste Biancoli (1940) – scenografo
- La prima donna che passa, regia di Max Neufeld (1940) – scenografo
- Mamma, regia di Guido Brignone (1941) – scenografo
- Luce nelle tenebre, regia di Mario Mattoli (1941) – scenografo
- I mariti (Tempesta d'anime), regia di Camillo Mastrocinque (1941) – scenografo
- Scampolo, regia di Nunzio Malasomma (1941) – scenografo
- Teresa Venerdì, regia di Vittorio De Sica (1941) – scenografo
- Luna di miele, regia di Giacomo Gentilomo (1941) – scenografo
- Solitudine, regia di Livio Pavanelli (1941) – scenografo)
- Se io fossi onesto, regia di Carlo Ludovico Bragaglia (1942) – scenografo
- Paura d'amare, regia di Gaetano Amata (1942) – scenografo)
- Catene invisibili, regia di Mario Mattoli (1942) – scenografo
- Le vie del cuore, regia di Camillo Mastrocinque (1942) – scenografo
- Fedora, regia di Camillo Mastrocinque (1942) – scenografo
- La morte civile, regia di Ferdinando Maria Poggioli (1942) – scenografo
- La maestrina, regia di Giorgio Bianchi (1942) – scenografo
- Il romanzo di un giovane povero, regia di Guido Brignone (1942) – scenografo
- Il fanciullo del West, regia di Giorgio Ferroni (1942) – scenografo
- Dagli Appennini alle Ande, regia di Flavio Calzavara (1943) – scenografo
- Il nostro prossimo, regia di Gherardo Gherardi e Aldo Rossi (1943) – scenografo
- Incontri di notte, regia di Nunzio Malasomma (1943) – scenografo
- I nostri sogni, regia di Vittorio Cottafavi (1943) – scenografo
- La maschera e il volto, regia di Camillo Mastrocinque (1943) – scenografo
- Una piccola moglie, regia di Giorgio Bianchi (1943) – scenografo
- Rosalba, regia di Ferruccio Cerio e Max Calandri (1944) – scenografo
- Fiori d'arancio, regia di Hobbes Dino Cecchini (1944) – scenografo
- Il fiore sotto gli occhi, regia di Guido Brignone (1944) – scenografo
- Chi l'ha visto?, regia di Goffredo Alessandrini (1945) – scenografo
- Lettere al sottotenente, regia di Goffredo Alessandrini (1945) – scenografo
- Sinfonia fatale (1946), regia di Victor Stoloff (1946) – scenografo
- La vita semplice (I figli della laguna), regia di Francesco De Robertis (1946) – scenografo
- Senza famiglia, regia di Giorgio Ferroni (1946) – scenografo
- Ritorno al nido, regia di Giorgio Ferroni (1946) – scenografo e architetto-scenografo
- Paese senza pace, regia di Leo Menardi (1946) – scenografo
- La gondola del diavolo, regia di Carlo Campogalliani (1946) – scenografo
- Il tiranno di Padova, regia di Max Neufeld (1946) – scenografo
- Il passatore, regia di Duilio Coletti (1947) – scenografo
- Il corriere del re, regia di Gennaro Righelli (1947) – scenografo
- La Certosa di Parma, regia di Christian-Jaque (1948) – arredatore
- Africa sotto i mari, regia di Giovanni Roccardi (1953) – architetto-scenografo
- Rocambole, regia di Jacques de Baroncelli (1947)
- La rivincita di Baccarat, regia di Jacques de Baroncelli (1948)
- L'uomo dal guanto grigio, regia di Camillo Mastrocinque (1948) – scenografo
- Pagliacci, regia di Mario Costa (1948) – scenografo
- Cagliostro, regia di Gregory Ratoff (1949) – architetto-scenografo
- Il grido della terra, regia di Duilio Coletti (1949) – scenografo
- La fiamma che non si spegne, regia di Vittorio Cottafavi (1949) – scenografo
- Catene, regia di Raffaello Matarazzo (1949) – scenografo
- La strada buia, regia di Marino Girolami (1950) – architetto-scenografo
- Il ladro di Venezia, regia di John Brahm (1950) – architetto-scenografo
- Tormento, regia di Raffaello Matarazzo (1950) – scenografo
- Gli inesorabili, regia di Camillo Mastrocinque (1950) – scenografo
- Verginità, regia di Leonardo De Mitri (1951) – scenografo
- La vendetta di una pazza, regia di Pino Mercanti (1951) – scenografo
- È arrivato l'accordatore, regia di Duilio Coletti (1952) – scenografo
- Ho sognato il paradiso, regia di Giorgio Pàstina (1952) – scenografo
- Wanda, la peccatrice, regia di Duilio Coletti (1952) – scenografo
- Menzogna, regia di Ubaldo Maria Del Colle (1952) – scenografo
- Penne nere, regia di Oreste Biancoli (1952) – scenografo
- Processo contro ignoti, regia di Guido Brignone (1952) – scenografo
- I figli di nessuno, regia di Raffaello Matarazzo (1952) – scenografo
- Chi è senza peccato..., regia di Raffaello Matarazzo (1952) – scenografo
- Bufere, regia di Guido Brignone (1953) – architetto-scenografo
- Noi peccatori, regia di Guido Brignone (1953) – scenografo
- Legione straniera, regia di Basilio Franchina (1953) – scenografo
- Ivan (il figlio del diavolo bianco), regia di Guido Brignone (1953) – scenografo
- Nel gorgo del peccato, regia di Vittorio Cottafavi (1954) – arredatore
- Carovana di canzoni, regia di Sergio Corbucci (1954) – scenografo
- Destini di donne, regia di Christian-Jaque, episodio Lysistrata (1954) – scenografo
- Processo contro ignoti, regia di Guido Brignone (1954) – scenografo
- Maddalena, regia di Augusto Genina (1954) – scenografo
- La schiava del peccato, regia di Raffaello Matarazzo (1954) – scenografo
- Senso, regia di Luchino Visconti (1954) – scenografo
- Orient Express, regia di Carlo Ludovico Bragaglia (1954) – scenografo
- Una parigina a Roma, regia di Erich Kobler (1954) – scenografo
- Napoli terra d'amore, regia di Camillo Mastrocinque (1954) – scenografo
- Il padrone sono me, regia di Franco Brusati (1955) – arredatore
- Vortice, regia di Raffaello Matarazzo (1955) – architetto-scenografo
- La rivale, regia di Anton Giulio Majano (1955) – architetto-scenografo
- L'angelo bianco, regia di Raffaello Matarazzo (1955) – scenografo
- Quando tramonta il sole, regia di Guido Brignone (1956) – architetto-scenografo
- Uomini e lupi, regia di Giuseppe De Santis e Leopoldo Savona (1957) – scenografo e architetto-scenografo)
- Totò e Marcellino, regia di Antonio Musu (1958) – scenografo
- È arrivata la parigina, regia di Camillo Mastrocinque (1958) – scenografo
- I ragazzi del Juke-Box, regia di Lucio Fulci (1959) – arredatore
- Nel segno di Roma, regia di Guido Brignone e Michelangelo Antonioni (1959) – architetto-scenografo
- Costa Azzurra, regia di Vittorio Sala (1959) – architetto-scenografo
- Le notti dei teddy boys, regia di Leopoldo Savona (1959) – architetto-scenografo
- Nella città l'inferno, regia di Renato Castellani (1959) – scenografo
- La garçonnière, regia di Giuseppe De Santis (1960) – scenografo
- La regina delle Amazzoni, regia di Vittorio Sala (1960) – architetto-scenografo
- Urlatori alla sbarra, regia di Lucio Fulci (1960) – scenografo
- L'assedio di Siracusa, regia di Pietro Francisci (1960) – scenografo
- Letto a tre piazze, regia di Steno (1960) – scenografo
- Io bacio... tu baci, regia di Piero Vivarelli (1961) – arredatore
- I mongoli, regia di Leopoldo Savona (1961) – direttore delle scenografie
- Ponzio Pilato, regia di Gian Paolo Callegari (1962) – arredatore
- Arrivano i titani, regia di Duccio Tessari (1962) – scenografo
- Il monaco di Monza, regia di Sergio Corbucci (1962) – scenografo
- Il figlio di Spartacus, regia di Sergio Corbucci (1962) – scenografo e architetto-scenografo
- Oro per i Cesari, regia di Sabatino Ciuffini (1963) – architetto-scenografo
- La frusta e il corpo, regia di Mario Bava (1963) – architetto-scenografo, con il nome Dick Grey
- Danza macabra, regia di Antonio Margheriti (1964) – scenografo, con il nome Warner Scott
- Anthar l'invincibile, regia di Antonio Margheriti (1964) – arredatore
- Saul e David, regia di Marcello Baldi (1965) – architetto-scenografo
- I grandi condottieri, regia di Marcello Baldi (1965) – arredatore
- Io, io, io... e gli altri, regia di Alessandro Blasetti (1966) – architetto-scenografo
- 7 donne per i MacGregor, regia di Franco Giraldi (1967) – architetto-scenografo
- L'amore attraverso i secoli, regia di Mauro Bolognini, episodio Nuits romaines (1967) – scenografo
- Violenza per una monaca, regia di Julio Buchs (1967) – scenografie set
- Nella stretta morsa del ragno, regia di Antonio Margheriti (1971) – scenografo
- La morte negli occhi del gatto, regia di Antonio Margheriti (1973) – architetto-scenografo